# Mythologie basque

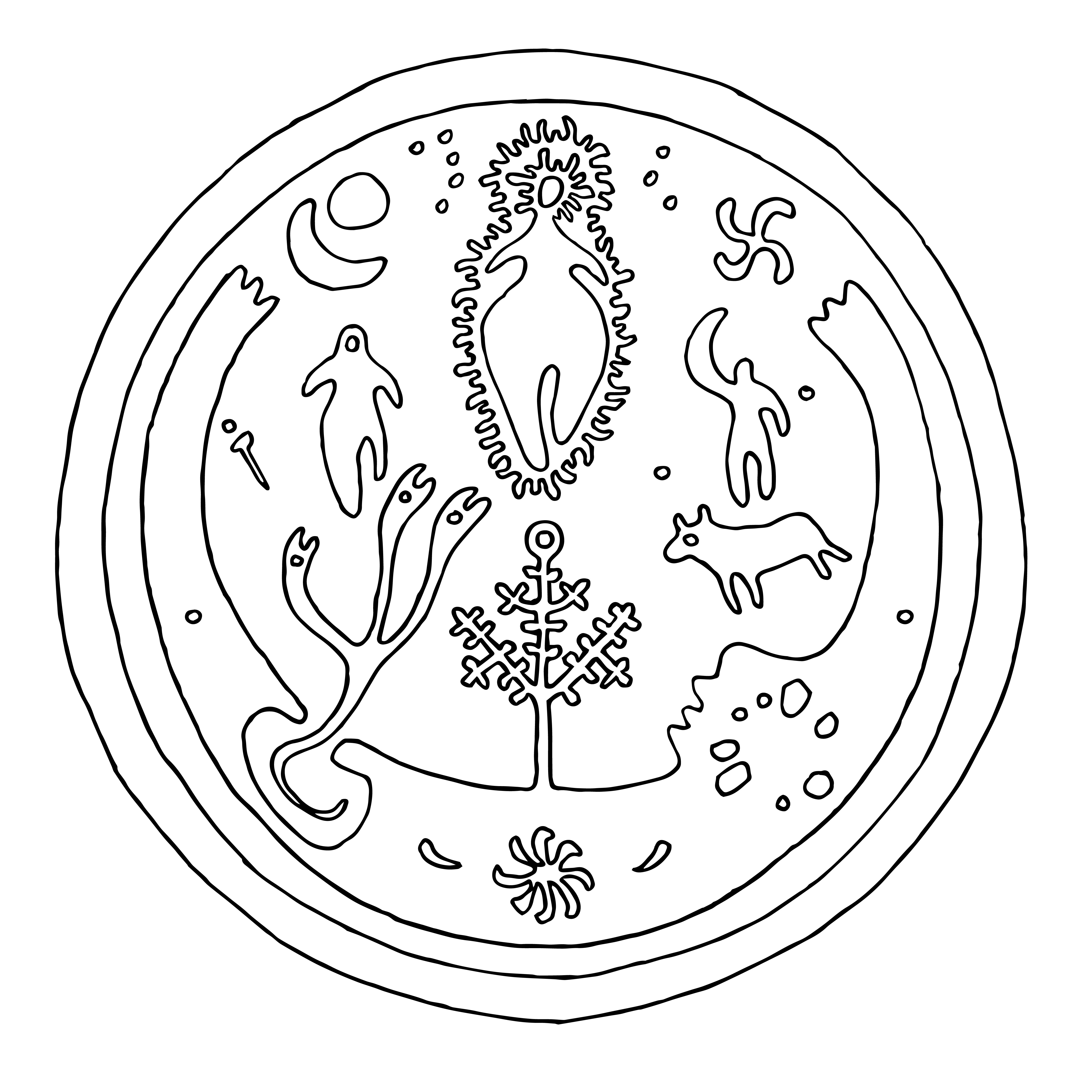
Entités principales de la mythologie basque :
Amalur, Eguzki Amandrea et Ilargi Amandrea,
Mari, Mikelats et Atarrabi,
Herensuge et Zezengorri.

La mythologie basque (Euskal mitologia) est l'ensemble des mythes d'origine basque parvenus jusqu'à nous. Christianisés tardivement, les Basques adoraient les forces naturelles comme le soleil, la lune, l'air, l'eau, les montagnes, les forêts, ceux-ci prenant des formes humaines. Sur les stèles rondes des cimetières basques figurent encore souvent le soleil, la lune et des étoiles.
Cette mythologie ne montre aucune analogie avec les mythologies indo-européennes : il n'y a pas de héros, de demi-dieu ni d'histoires épiques. Elle est plutôt analogue aux récits chamaniques. Cette interprétation la fait remonter au Paléolithique.

## Présentation générale
Le personnage principal de la mythologie basque est Mari, divinité féminine, qui représente « la nature ». Lui est associé Sugaar, « le dragon mâle » (voir aussi Erensuge), représentation des colères du ciel, tonnerres et orages.
Il existe aussi d'autres forces naturelles comme le soleil, Egu, Eguen ou Ekhi, qui chassait les forces des ténèbres (la croix basque serait un symbole solaire à l'instar de la svastika), et la lune, Hil ou Ilargi, qui surgit du monde occulte, de l'obscurité et de la mort et qui est souvent représentée avec une hache et les instruments de la fileuse.
Il existe aussi des êtres intermédiaires entre hommes et dieux, les Basajaunak, « seigneurs de la forêt », velus et terriblement forts, sortes de génies bénéfiques qui protègent les troupeaux et détiennent les secrets de l'agriculture. Certaines légendes les assimilent à des enfants de l’ours et de la femme. Les Basajaunak, les seigneurs sauvages, ainsi que les « Mairiak » ou « Jentilak », des géants païens, sont considérés comme étant les bâtisseurs de dolmens et cromlechs du Pays basque. Ces géants et leur déesse Mari auraient disparu avec l’arrivée du christianisme d'après la légende de Kixmi.
N'ayant plus aujourd'hui de réelle influence, ils sont considérés pour beaucoup comme les personnages de contes fantastiques. Cette évolution s'est faite au cours des âges, surtout avec l'influence du catholicisme, sans qu'il soit possible de la documenter en l'absence de trace écrite. Il faut en effet attendre la fin du XIXe siècle pour que Jean-François Cerquand et surtout José Miguel de Barandiarán Ayerbe entreprennent un véritable travail ethnographique sur le sujet.

## Arbre généalogique de la mythologie basque
| Princesse de Mundaka | Princesse de Mundaka | Princesse de Mundaka | Princesse de Mundaka | Princesse de Mundaka              | Princesse de Mundaka              |                                   |                                   |                                   |                                   | Sugaar (Feu, serpent) | Sugaar (Feu, serpent) | Sugaar (Feu, serpent)               | Sugaar (Feu, serpent)     | Sugaar (Feu, serpent)     | Sugaar (Feu, serpent)     |                           |                           |  |  |                      |                      | Mari (Déesse)        | Mari (Déesse)        | Mari (Déesse)        | Mari (Déesse)        | Mari (Déesse) | Mari (Déesse) |                                 |                                 |                                 |                                 |                                       |                                       |                                       |                                       | Amalur (La Terre Mère)                | Amalur (La Terre Mère)                | Amalur (La Terre Mère)       | Amalur (La Terre Mère)       | Amalur (La Terre Mère)              | Amalur (La Terre Mère)              |                                     |                                     |                                     |                                     |  |  |
| Princesse de Mundaka | Princesse de Mundaka | Princesse de Mundaka | Princesse de Mundaka | Princesse de Mundaka              | Princesse de Mundaka              |                                   |                                   |                                   |                                   | Sugaar (Feu, serpent) | Sugaar (Feu, serpent) | Sugaar (Feu, serpent)               | Sugaar (Feu, serpent)     | Sugaar (Feu, serpent)     | Sugaar (Feu, serpent)     |                           |                           |  |  |                      |                      | Mari (Déesse)        | Mari (Déesse)        | Mari (Déesse)        | Mari (Déesse)        | Mari (Déesse) | Mari (Déesse) |                                 |                                 |                                 |                                 |                                       |                                       |                                       |                                       | Amalur (La Terre Mère)                | Amalur (La Terre Mère)                | Amalur (La Terre Mère)       | Amalur (La Terre Mère)       | Amalur (La Terre Mère)              | Amalur (La Terre Mère)              |                                     |                                     |                                     |                                     |  |  |
|                      |                      |                      |                      |                                   |                                   |                                   |                                   |                                   |                                   |                       |                       |                                     |                           |                           |                           |                           |                           |  |  |                      |                      |                      |                      |                      |                      |               |               |                                 |                                 |                                 |                                 |                                       |                                       |                                       |                                       |                                       |                                       |                              |                              |                                     |                                     |                                     |                                     |                                     |                                     |  |  |
|                      |                      |                      |                      |                                   |                                   |                                   |                                   |                                   |                                   |                       |                       |                                     |                           |                           |                           |                           |                           |  |  |                      |                      |                      |                      |                      |                      |               |               |                                 |                                 |                                 |                                 |                                       |                                       |                                       |                                       |                                       |                                       |                              |                              |                                     |                                     |                                     |                                     |                                     |                                     |  |  |
|                      |                      |                      |                      | Jaun Zuria (Seigneur des Basques) | Jaun Zuria (Seigneur des Basques) | Jaun Zuria (Seigneur des Basques) | Jaun Zuria (Seigneur des Basques) | Jaun Zuria (Seigneur des Basques) | Jaun Zuria (Seigneur des Basques) |                       |                       | Mikelats (Mauvais esprit)           | Mikelats (Mauvais esprit) | Mikelats (Mauvais esprit) | Mikelats (Mauvais esprit) | Mikelats (Mauvais esprit) | Mikelats (Mauvais esprit) |  |  | Atarabi (Bon esprit) | Atarabi (Bon esprit) | Atarabi (Bon esprit) | Atarabi (Bon esprit) | Atarabi (Bon esprit) | Atarabi (Bon esprit) |               |               |                                 |                                 |                                 |                                 | Eguzki Amandre (La grand-mère soleil) | Eguzki Amandre (La grand-mère soleil) | Eguzki Amandre (La grand-mère soleil) | Eguzki Amandre (La grand-mère soleil) | Eguzki Amandre (La grand-mère soleil) | Eguzki Amandre (La grand-mère soleil) |                              |                              | Ilargi Amandre (La grand-mère lune) | Ilargi Amandre (La grand-mère lune) | Ilargi Amandre (La grand-mère lune) | Ilargi Amandre (La grand-mère lune) | Ilargi Amandre (La grand-mère lune) | Ilargi Amandre (La grand-mère lune) |  |  |
|                      |                      |                      |                      | Jaun Zuria (Seigneur des Basques) | Jaun Zuria (Seigneur des Basques) | Jaun Zuria (Seigneur des Basques) | Jaun Zuria (Seigneur des Basques) | Jaun Zuria (Seigneur des Basques) | Jaun Zuria (Seigneur des Basques) |                       |                       | Mikelats (Mauvais esprit)           | Mikelats (Mauvais esprit) | Mikelats (Mauvais esprit) | Mikelats (Mauvais esprit) | Mikelats (Mauvais esprit) | Mikelats (Mauvais esprit) |  |  | Atarabi (Bon esprit) | Atarabi (Bon esprit) | Atarabi (Bon esprit) | Atarabi (Bon esprit) | Atarabi (Bon esprit) | Atarabi (Bon esprit) |               |               |                                 |                                 |                                 |                                 | Eguzki Amandre (La grand-mère soleil) | Eguzki Amandre (La grand-mère soleil) | Eguzki Amandre (La grand-mère soleil) | Eguzki Amandre (La grand-mère soleil) | Eguzki Amandre (La grand-mère soleil) | Eguzki Amandre (La grand-mère soleil) |                              |                              | Ilargi Amandre (La grand-mère lune) | Ilargi Amandre (La grand-mère lune) | Ilargi Amandre (La grand-mère lune) | Ilargi Amandre (La grand-mère lune) | Ilargi Amandre (La grand-mère lune) | Ilargi Amandre (La grand-mère lune) |  |  |
|                      |                      |                      |                      |                                   |                                   |                                   |                                   |                                   |                                   |                       |                       |                                     |                           |                           |                           |                           |                           |  |  |                      |                      |                      |                      |                      |                      |               |               |                                 |                                 |                                 |                                 |                                       |                                       |                                       |                                       |                                       |                                       |                              |                              |                                     |                                     |                                     |                                     |                                     |                                     |  |  |
|                      |                      |                      |                      |                                   |                                   |                                   |                                   |                                   |                                   |                       |                       |                                     |                           |                           |                           |                           |                           |  |  |                      |                      |                      |                      |                      |                      |               |               |                                 |                                 |                                 |                                 |                                       |                                       |                                       |                                       |                                       |                                       |                              |                              |                                     |                                     |                                     |                                     |                                     |                                     |  |  |
|                      |                      |                      |                      |                                   |                                   |                                   |                                   |                                   |                                   |                       |                       | Amilamia (Bienfaisante)             | Amilamia (Bienfaisante)   | Amilamia (Bienfaisante)   | Amilamia (Bienfaisante)   | Amilamia (Bienfaisante)   | Amilamia (Bienfaisante)   |  |  | Urtzi (Dieu du ciel) | Urtzi (Dieu du ciel) | Urtzi (Dieu du ciel) | Urtzi (Dieu du ciel) | Urtzi (Dieu du ciel) | Urtzi (Dieu du ciel) |               |               | Basajaun (Seigneur de la forêt) | Basajaun (Seigneur de la forêt) | Basajaun (Seigneur de la forêt) | Basajaun (Seigneur de la forêt) | Basajaun (Seigneur de la forêt)       | Basajaun (Seigneur de la forêt)       |                                       |                                       | Basandere (Dame de la forêt)          | Basandere (Dame de la forêt)          | Basandere (Dame de la forêt) | Basandere (Dame de la forêt) | Basandere (Dame de la forêt)        | Basandere (Dame de la forêt)        |                                     |                                     |                                     |                                     |  |  |
|                      |                      |                      |                      |                                   |                                   |                                   |                                   |                                   |                                   |                       |                       | Amilamia (Bienfaisante)             | Amilamia (Bienfaisante)   | Amilamia (Bienfaisante)   | Amilamia (Bienfaisante)   | Amilamia (Bienfaisante)   | Amilamia (Bienfaisante)   |  |  | Urtzi (Dieu du ciel) | Urtzi (Dieu du ciel) | Urtzi (Dieu du ciel) | Urtzi (Dieu du ciel) | Urtzi (Dieu du ciel) | Urtzi (Dieu du ciel) |               |               | Basajaun (Seigneur de la forêt) | Basajaun (Seigneur de la forêt) | Basajaun (Seigneur de la forêt) | Basajaun (Seigneur de la forêt) | Basajaun (Seigneur de la forêt)       | Basajaun (Seigneur de la forêt)       |                                       |                                       | Basandere (Dame de la forêt)          | Basandere (Dame de la forêt)          | Basandere (Dame de la forêt) | Basandere (Dame de la forêt) | Basandere (Dame de la forêt)        | Basandere (Dame de la forêt)        |                                     |                                     |                                     |                                     |  |  |
|                      |                      |                      |                      |                                   |                                   |                                   |                                   |                                   |                                   |                       |                       |                                     |                           |                           |                           |                           |                           |  |  |                      |                      |                      |                      |                      |                      |               |               |                                 |                                 |                                 |                                 |                                       |                                       |                                       |                                       |                                       |                                       |                              |                              |                                     |                                     |                                     |                                     |                                     |                                     |  |  |
|                      |                      |                      |                      |                                   |                                   |                                   |                                   |                                   |                                   |                       |                       | Laminak (Petits êtres fantastiques) |                           |                           |                           |                           |                           |  |  |                      |                      |                      |                      |                      |                      |               |               |                                 |                                 |                                 |                                 |                                       |                                       |                                       |                                       |                                       |                                       |                              |                              |                                     |                                     |                                     |                                     |                                     |                                     |  |  |

## Lexique de la mythologie basque
Les termes suivants appartiennent à la mythologie basque :

### A à D
- Amalur : le Terre Mère
- Aari : le bélier
- Aatxe, Ahatxe : le veau

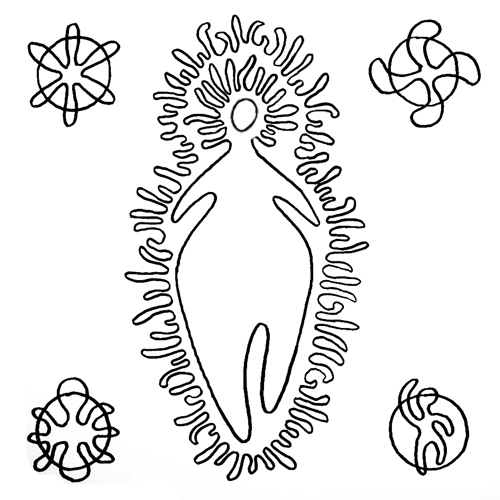
illustration de la déesse Mari par Josu Goñi

- Aidegaxto, Aide-gaizto : le ciel mauvais
- Aide, Aideko, Aidetikako : air, celui de l'air
- Aker : bouc
- Akelarre : la lande du bouc
- Akerbeltz : le bouc noir
- Alarabi ou Alabarri : cyclope. Autre nom Tartaro
- Amabirgina Arri : la pierre de la vierge Marie
- Amilamia : créature fantastique en général représentée par un corps de femme et des pieds palmés.
- Anboto : montagne où vit Mari, la déesse des Basques
- Andra Mari : la dame Mari
- Andre Mari, Andere Mai : Dame Mari
- Anxo, Antxo ou Ancho : cyclope. Autre nom Tartaro
- Ardi : brebis
- Argi : lumière
- Argiduna : celui qui a la lumière
- Arpe : grotte
- Arpeko Saindu : le saint de la grotte
- Arrosa, Arrosako Birgina :
- Atarrabi : un des fils de Mari
- Autzek ou Mamarro : petits génies protecteurs
- Basajaun : le seigneur sauvage, le seigneur de la forêt
- Basandere : la dame sauvage, femme du BasaJaun
- Begizko : le mauvais œil
- Behigorri ou Beigorri : la vache rouge
- Belagile : sorcier en souletin
- Beldur aize : le vent qui fait peur
- Berezko : la chose inévitable
- Beste Mutilak : l'autre jeune-homme
- Betadur : la force magique
- Betizu : vache sauvage
- Bide : chemin
- Bildur aize : vent effrayant
- Birao : génie qui s'approprie quelqu'un, quelque chose
- Buruko : traversin
- Debru : diable

### E à H
- Eate, Egata, Ereeta ou Erots : génie de la tempête
- Egoi : vent du sud
- Egu, Eguen : jour
- Eguberri : Noël
- Eguzki : soleil
- Ekhi : soleil (en souletin)
- Erensuge : serpent mâle, dragon (Il n'y a pas de H).
- Erio : mort (mot venant de eriotza qui signifie aussi "agonie")
- Erle : abeille (animal sacré chez les Basques)
- Errege Xalomon : un des noms du chasseur errant
- Eskeko : aumône
- Etsai : diable (l'ennemi)
- Etxajaunak : les maîtres de maison
- Etxe : maison
- Etxekoandere : maîtresse de maison
- Etxekoanderen baratza : jardin de la maîtresse de maison
- Eza : la négation
- Ezizen : surnom
- Gabonzuzi : Torche de Noël
- Gaizkiñ, Gaizkine : méchant génie
- Gaiztoak : les méchants
- Galtxagorri : diablotin (personnage aux jambes de bouc à poils roux lui faisant comme un pantalon rouge)
- Gari : Blé
- Gauargi : lumière de la nuit
- Gaueko : celui de la nuit
- Gerixeti : Ombre
- Gizotso : Homme-loup
- Gorri txiki : Petit rouge
- Harpeko Saindua : le saint de la grotte
- Herauscorritsehe : Divinité de Tardets (Soule)
- Herensuge : serpent mâle, dragon
- Hilarri : pierre des morts

### I à L
- Idinarru : peau de bœuf
- Idittu, Iditxu : génie nocturne
- Iduski-saindu : saint soleil
- Ieltxu : génie nocturne
- Igitai : faucille
- Ihizi : animal sauvage
- Ilargi Amandre, Irartagi, Iretargi: lune mère
- Ilazki : lune
- Ilbide : chemin des morts
- Illargibelar : herbe lunaire
- Illerri : cimetière
- Inguma : génie maléfique
- Inko : Dieu
- Intxitxu : divinité vivant dans des grottes
- Iñusturi : tonnerre
- Iratxo : lutin associé à la fougère
- Iraunsuge : le serpent, dragon
- Jainkoaren Begi : l'œil de Dieu
- Jarleku : lieu où l'on s'assoit
- Jaun Zuria : seigneur blanc
- Jaunagorri : le seigneur rouge
- Jentilak : les Jentil[4]
- Jentilarri : pierre des Jentil[4]
- Jentileio : fenêtre des Jentil[4]
- Jentiletxe : maison des Jentil[4]
- Jentilzubi : pont des Jentil[4]
- Jentilzulo : grotte des Jentil[4]
- Jinkoa : dieu (en souletin)
- Kixmi : singe en basque, désignait aussi le Christ à l'époque des Jentilak.
- Kurri-kurri : nom d'un Mairu ou d'un Jentil
- Kutun : amulette
- Labatz : crémaillère
- Lainaide : brume, brouillard
- Lainogaixto : brume mauvaise. Autre nom Aidegaxto
- Lamiak ou Laminak : créatures fantastiques en général représentées par un corps de femme et des pieds palmés
- Lamiña : lutins (souvent féminins) vivant près de l'eau
- Lanabes : outils
- Latsai : paillasse
- Latsari : habitation des Lamiñak
- Lauso : brume, brouillard
- Legor : stérile
- Lerensuge : autre nom pour désigner le dragon
- Lezekoandrea : autre nom pour désigner la déesse Mari
- Lur, Lurbira : terre
- Lezekoandrea : autre nom pour désigner la déesse Mari

### M à P
- Maidalena : Madeleine
- Maide : génie nocturne
- Mairi : être surnaturel en Basse-Navarre
- Mairu : géants, souvent associés aux laminak
- Mairubaratza : jardin de Mairu
- Maju : époux de la déesse Mari. Autre nom Sugaar.
- Mamarro :petits génies protecteurs
- Mamur : petits génies, minuscules
- Mari : déesse des Basques
- Maya : autre nom pour désigner Mari
- Martin Txiki, San Martiniko : Saint-Martin, le voleur des secrets de Basajaun
- Maru : personnage légendaire
- Maruelexea : église de Maru
- Mateo-Txistu : Mateo le txistulari (joueur de flute)
- Mendikote : hauteur qui domine Albistur
- Mikelats : autre fils de Mari, frère de Atarrabi
- Mirokutana : génie nocturne à l'aspect d'un chien
- Mozorro : insecte, masque, personne déguisée, épouvantail
- Mugaarri : borne, pierre délimitante
- Odei : tonnerre. Voir également Odai, Odeiaixe, Ortz, Urtz, Ortzi, Ostri, Urtzi, Ortzilanoa
- Odei : tonnerre
- Odeiaixe : tonnerre vent : vent emmenant le tonnerre
- Ogi : pain
- Oiarzun : écho
- Oilar : coq
- Oinazkar : éclair, foudre
- Oiulari, Oihulari : crieur
- Ola : forge
- Olentzero, Olentzaro : charbonnier qui annonce aux Basques l'arrivée du Christ (c'est le Père Noël basque, en fait le solstice d'hiver)
- Oñaztura : foudre
- Oneztarri : foudre, pierre de foudre
- Opari : offrande
- Orrazi : peigne
- Ortz, Urtz : tonnerre
- Ortzi, Ostri, Urtzi : variantes de tonnerre
- Ortzilanoa : nuage de tonnerre (celui qui amène le tonnerre)
- Ostadar : arc en ciel
- Ostebi : pluie céleste
- Pagomari : dame hêtre
- Patuek : (pluriel de Patu) génies extraordinaires
- Prakagorri : celui aux pantalons rouges

### S à Z
- Sagartzi harrikatze : lapidation du pommier
- Saindi-Maindi : génie nocturne qui descend par la cheminée
- Sakre : juron, imprécation
- Samiel  : contraction de Saint-Michel
- San Martin txiki : Saint Martin le petit
- Sanadrian : Saint-Adrien
- Sandailli : Saint-Elias
- Sorgin, Sorgiña : sorcière, la sorcière
- Sorginetxe : maison de sorgin (sorcier)
- Sorsain : sorgin guetteur
- Su : feu
- Suarri : silex
- Sugaar : dragon, serpent mâle, également époux de la déesse Mari
- Sugoi : autre nom du dragon, également époux de la déesse Mari
- Sukalde : cuisine
- Superlaur : vaste grotte
- Tartaro, Tartalo, tarto : géant cyclope, personnage de nombreux contes, tardivement confondu avec le seigneur sauvage, Basajaun
- Tella : tuile
- Torto : variante du nom Tartaro
- Txaalgorri : veau rouge
- Txilin : cloche, clochette, sonnaille
- Txingar : braise, charbon ardent
- Ubelteso : divinité de la région d'Oiartzun
- Ubendua : marque laissée par un génie
- Ur : eau
- Urgeldi : lagune, puits
- Urre : or
- Urtats, Urteberri : Nouvel an
- Urtezaar : vieille année
- Urtzi : dieu ciel-tonnerre
- Xaindia : jeune servante de ferme, héroïne d'une légende à Saint-Sauveur d'Iraty.
- Xan Artz : Jean de l'Ours[2]
- Ximelgorriak : génies minuscules (appellation propre à Abadiño des Mamur)
- Zakur : chien
- Zaldi : cheval
- Zanpantzar : Saint Pansard
- Zezen : taureau
- Zezengorri : taureau rouge
- Zirpi zarba : nom d'un Jentil d'Ataun
- Zirri mirri : nom d'un Jentil d'Oiartzun
- Zotalegun : les douze premiers jours de janvier
- Zubi : pont

## Pour approfondir